# Kastrupgårdsamlingen
 Der er flere lokaliteter med dette navn, se Kastrupgård (Næstved Kommune).
Kastrupgårdsamlingen er et stats-anerkendt kunstmuseum drevet af Tårnby Kommune. Samlingen har hjemme på det historiske Kastrupgård, som er et landsted i rokokostil beliggende i Kastrup syd for København. Bygningen er opført i perioden 1749-1753 af hofstenhuggermester og bygmester Jacob Fortling til egen brug.

## Museets historie
På initiativ af Amager Kunstforening besluttede Tårnby Kommune i 1968 at oprette en kunstsamling bestående hovedsagligt af grafik. Man ønskede for fremtiden at supplere samlingen med henblik på senere at kunne etablere den som kunstmuseum. En naturlig ramme herfor var Kastrupgård.
Efter restaurering af Kastrupgård åbnede samlingen som museum i 1977. Siden da er museet blevet udvidet i flere omgange. I 1983 blev den sydlige sidefløj inddraget til ny udstillingssal og i 1988 blev to sale i hovedbygningen indrettet til udstilling og café.  
I 2013 har Tårnby Kommune med støtte fra Realdania stået for en omfattende nyindretning og ombygning, således at der nu er museum i alle anlæggets fire fløje. Foruden forbedrede forhold for kørestolsbrugere og gangbesværede har museet fået ny foyer og café, samt udvidet udstillingsarealet med godt og vel 270 m2. I de nyindrettede udstillingslokaler vises skiftende udstillinger med museets store samling af moderne grafik.
Derudover præsenteres ca. fire årlige særudstillinger, som fokuserer på billedkunst fra det 20. århundrede, både dansk og udenlandsk.
Udover museets omfattende grafiksamling huser Kastrupgård bl.a. en samling af fajance fra Kastrup Værk og en samling af Theodor Philipsens malerier fra Kastrup og Saltholm, deponeret af Tårnby Kommune .